# Dusun malang
Le dusun malang est une langue austronésienne parlée en Indonésie, dans le Kalimantan central, dans l'île de Bornéo. La langue appartient à la branche malayo-polynésienne des langues austronésiennes.

## Classification
Le dusun malang est une des langues barito orientales, un groupe des langues malayo-polynésiennes occidentales.

## Vocabulaire
Exemples du vocabulaire de base du dusun malang:
| français       | dusun malang | Prononciation |
| -------------- | ------------ | ------------- |
| un             | isa'         |               |
| cinq           | dimɛ         |               |
| cendres        | abu'         |               |
| pluie          | uran         |               |
| maison         | blai         |               |
| feu            | apui         |               |
| soleil         | matɛanrau    |               |
| cochon sauvage | βaβui        |               |

## Sources
- (en) Hudson, Alfred B., The Barito Isolects of Borneo. A Classification Based on Comparative Reconstruction and Lexicostatics, Data Paper: Number 68, Ithaca, Department of Asian Studies, Cornell University, 1976.